# Монако на літніх Олімпійських іграх 2008
Монако на літніх Олімпійських іграх 2008 було представлене 5 спортсменами у 5 видах спорту.

## Склад збірної

### Академічне веслування
| Спортсмен      | Змагання | Відбіркові | Відбіркові | Чвертьфінал | Чвертьфінал | Півфінал C/D | Півфінал C/D | Фінал D | Фінал D |
| Спортсмен      | Змагання | Час        | Місце      | Час         | Місце       | Час          | Місце        | Час     | Місце   |
| -------------- | -------- | ---------- | ---------- | ----------- | ----------- | ------------ | ------------ | ------- | ------- |
| Матіас Реймонд | Одиночки | 7:51.69    | 4          | 7:11.66     | 5C/D        | 7:33.06      | 5D           | 7:14.27 | 4       |

Підсумок — 22 місце.

### Дзюдо
Ян Сіккарді програв у першому раунді представнику Британії  Крейгу Феллон.
| Спортсмен   | Змагання | Попередні          | Раунд 1/32               | Раунд 1/16         | Кваліфікація       | Півфінал           | Втішний бій 1      | Втішний бій 2      | Втішний бій 3      | Final / BM         | Final / BM      |
| Спортсмен   | Змагання | Суперник Результат | Суперник Результат       | Суперник Результат | Суперник Результат | Суперник Результат | Суперник Результат | Суперник Результат | Суперник Результат | Суперник Результат | Місце           |
| ----------- | -------- | ------------------ | ------------------------ | ------------------ | ------------------ | ------------------ | ------------------ | ------------------ | ------------------ | ------------------ | --------------- |
| Ян Сіккарді | до 60 кг | BYE                | Феллон (GBR) L 0000-1010 | Не пройшов далі    | Не пройшов далі    | Не пройшов далі    | Не пройшов далі    | Не пройшов далі    | Не пройшов далі    | Не пройшов далі    | Не пройшов далі |

### Легка атлетика
Себастьян Гаттузо брав участь у змаганнях з бігу на 100 метрів. У відбіркових забігах показав час 10,70 секунд та посів 6 місце, що не дозволило йому пройти у півфінал змагання.
Men
| Спортсмен         | Змагання     | Heat      | Heat  | Чвертьфінал     | Чвертьфінал     | Півфінал        | Півфінал        | Фінал           | Фінал           |
| Спортсмен         | Змагання     | Результат | Місце | Результат       | Місце           | Результат       | Місце           | Результат       | Місце           |
| ----------------- | ------------ | --------- | ----- | --------------- | --------------- | --------------- | --------------- | --------------- | --------------- |
| Себастьян Ґаттузо | біг на 100 м | 10.70     | 6     | Не пройшов далі | Не пройшов далі | Не пройшов далі | Не пройшов далі | Не пройшов далі | Не пройшов далі |

### Стрільба
| Спортсмен      | Серії | Серії | Серії | Серії | Всього | Місце |
| Спортсмен      | 1     | 2     | 3     | 4     | Всього | Місце |
| -------------- | ----- | ----- | ----- | ----- | ------ | ----- |
| Фаб'єн Пасетті | 94    | 98    | 98    | 97    | 387    | 41    |

### Важка атлетика
| Спортсмен      | Маса  | Ривок | Ривок | Ривок | Поштовх | Поштовх | Поштовх | Усього | Місце |
| Спортсмен      | Маса  | 1     | 2     | 3     | 1       | 2       | 3       | Усього | Місце |
| -------------- | ----- | ----- | ----- | ----- | ------- | ------- | ------- | ------ | ----- |
| Ромен Марченсу | 75.53 | 105   | 110   | 115   | 135     | 140     | 145     | 250    | 24    |